# Catacomba di Sant'Agnese
La catacomba di Sant'Agnese è una catacomba di Roma, posta al secondo miglio della via Nomentana, all'interno del complesso monumentale di Sant'Agnese fuori le mura, nel moderno quartiere Trieste.

## Toponimo
Il nome della catacomba deriva da quello della vergine e martire sant'Agnese, l'unica martire ricordata dai documenti antichi sepolta in questa catacomba. Incerta è la data del suo martirio, che risale ad una delle persecuzioni contro i cristiani del III secolo, in particolare quelle ordinate da Decio (249-251), Valeriano (257-260) o Diocleziano (303-305).
La testimonianza letteraria più antica è quella della Depositio martyrum (prima metà del IV secolo): in esso si afferma che il suo dies natalis (ossia il giorno della sua morte) è il 21 gennaio, e che fu sepolta nel cimitero sulla Nomentana, che la Depositio già intitola a lei. Queste informazioni sono ripetute nel carme di papa Damaso I (366-384) scolpito su lastra di marmo dal suo calligrafo Furio Dionisio Filocalo: questa lastra, reimpiegata come lastra di pavimentazione e scoperta per caso, è oggi collocata nel nartece della basilica di Sant'Agnese fuori le mura. Altre testimonianze autorevoli sulla vita della martire Agnese ci provengono dagli scritti di alcuni Padri della Chiesa: il De virginibus e l'inno Agnes beatae virginis di Ambrogio di Milano, e il Peristephanon di Prudenzio. Del V secolo è la Passio sanctae Agnetis, che fonde le testimonianze precedenti in un tentativo dossologico e agiografico.

## Storia
Agnese fu sepolta in un cimitero ipogeo già esistente, che le fonti antiche affermano essere di proprietà della famiglia della martire, e collocato nei pressi di un possedimento imperiale. Dallo studio delle fonti epigrafiche e dalla tipologia di sepoltura si deduce che questo cimitero risale alla seconda metà del III secolo e corrisponde alla prima regione dell'intero complesso sotterraneo. Sopra questa catacomba fu edificata in memoria della martire una edicola, al tempo del papa Liberio (352-366), trasformata da papa Simmaco (498-514) in una basilichetta, ed infine completamente rifatta e trasformata nell'attuale basilica da papa Onorio I nella prima metà del VII secolo: l'edificazione della basilica onoriana comportarono tagli e distruzioni della sottostante catacomba.
Nel corso del IV secolo, al primitivo nucleo cimiteriale, se ne aggiunsero altri, che oggi corrispondono alle altre tre regioni. In particolare, il terreno subdiale sopra la quarta regione fu espropriato dall'imperatore Costantino che vi edificò la prima basilica dedicata alla martire Agnese (oggi ridotta a ruderi) ed il mausoleo di Costantina, ove poi saranno sepolte le figlie dell'imperatore, Costantina appunto ed Elena. Scavi condotti negli anni settanta del XX secolo hanno dimostrato che il sopraterra della quarta regione era occupato da una necropoli pagana risalente alla metà del II secolo, distrutta per la costruzione della basilica costantiniana: la stessa cosa era avvenuta sul colle Vaticano quando, per la costruzione della basilica di san Pietro, l'imperatore Costantino ordinò la distruzione e l'interramento della precedente necropoli.
L'intero complesso catacombale fu in seguito abbandonato e dimenticato. Venne riscoperto ed esplorato all'inizio del XVI secolo da un frate domenicano, Onofrio Panvinio. Divenne poi oggetto di studio di Antonio Bosio nella sua Roma sotterranea (1632), il quale però la confuse con il vicino Coemeterium maius, collegato alla nostra catacomba da un antico arenario. Nel corso del Settecento la catacomba di sant'Agnese, e soprattutto la seconda regione, fu gravemente danneggiata dai cosiddetti corpisantari, cercatori di reliquie e tesori. Su incarico di Giovanni Battista de Rossi, nella seconda metà del XIX secolo Mariano Armellini operò una serie di scavi del cimitero ipogeo, riportando alla luce, in buono stato di conservazione, alcune sue parti: dobbiamo all'Armellini la distinzione della catacomba in quattro regioni. All'inizio del Novecento il sacerdote Augusto Bacci, su incarico del cardinale titolare della basilica, fece una campagna di scavi, fondamentale per la ricostruzione storico-topografica della memoria di sant'Agnese e della prima regione. Infine negli anni 1971-72 il sacerdote Umberto Maria Fasola studiò la quarta regione, giungendo alle conclusioni di cui si è già fatto cenno sopra.

## Topografia e descrizione
La catacomba di sant'Agnese si dipana su tre distinti livelli ed è suddivisa in quattro regioni. Non presenta alcuna pittura di rilievo, mentre è ricca in testimonianze epigrafiche.
- La regio I è la più antica, databile al III secolo, in epoca precostantiniana. Fu scavata dall'Armellini nel 1869. Essa subì un consistente taglio per l'inserimento della basilica onoriana. È localizzabile sotto l'attuale via di Sant'Agnese, sulla sinistra dell'attuale basilica.
- La regio II si è sviluppata a partire dal IV secolo, ed è quella che, più delle altre, ha subito le devastazioni dei "corpisantari".
- La regio III, anch'essa del IV secolo, è la più vasta dell'intero complesso cimiteriale ipogeo. Essa si estende in larga misura sotto il monastero, annesso alla basilica di sant'Agnese, e la via Nomentana, ed era collegata in passato, tramite un arenario, al vicino Coemeterium maius. L'Armellini, che scavò per primo la regione, la trovò praticamente intatta, sepolta sotto uno strato di limo che l'aveva preservata dai trafugatori di tombe: molti oggetti trovati in questa regione ora sono conservati ai Musei Vaticani.
- La regio IV, situata tra l'attuale basilica ed i ruderi della basilica costantiniana del IV secolo, sorse dopo che l'imperatore Costantino edificò la sua basilica distruggendo la necropoli pagana del sopraterra. Utilizzando una scala di un precedente mausoleo pagano si iniziò lo scavo del cimitero ipogeo: molte lastre con iscrizioni del precedente cimitero subdiale pagano furono utilizzate per la costruzione dei gradini di accesso alla quarta regione e per le tombe sottostanti, ed in questo modo si sono conservate fino ai nostri giorni. In questa regione si conserva la più antica iscrizione datata dell'intera catacomba: essa risale al 314 e riguarda l'epitaffio di un tale Sisinnius.

## Collegamenti
È raggiungibile dalla stazione Sant'Agnese/Annibaliano.